# Potamobrotica
Potamobrotica es un género de insecto coleóptero de la familia Chrysomelidae.

## Especies
- Potamobrotica brasiliensis (Bowditch, 1913)
- Potamobrotica trifasciata (Blake, 1966)
- Potamobrotica viridis (Blake, 1966)